# Sicista betulina
Siciste des bouleaux, Sminthe errant
Espèce
Statut de conservation UICN

 LC  : Préoccupation mineure
Sicista betulina est une espèce de petit rongeur de la famille des Dipodidae appelé Siciste des bouleaux ou Sminthe errant,.
Dans l'arbre du vivant, sa branche sœur (plus proche cousin) serait le Castor eurasien (Castor fiber) .

## Description

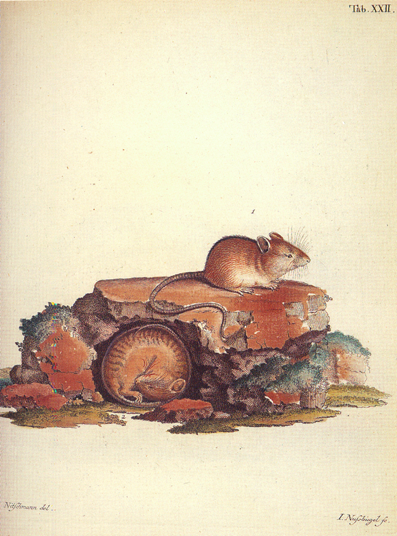
Siciste des bouleaux en hiver

D'une longueur de 5 et 8 cm (sans la queue) et pesant de 4,5 à 13 g, il vit en Sibérie dans les zones forestières et marécageuses.
Il hiberne dans des nids souterrains. Il se nourrit de bourgeons et de graines, de baies et parfois d'insectes.

## Habitat et répartition

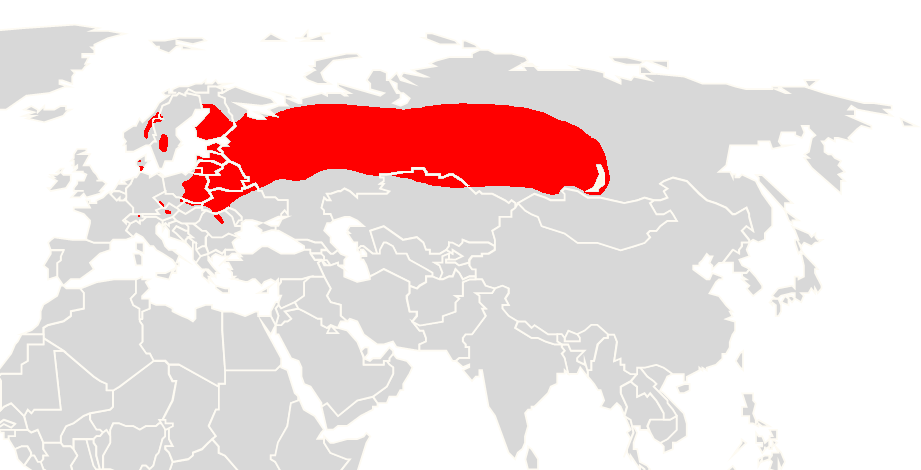
Aire de répartition de Sicista betulina en Eurasie

La Siciste des bouleaux est largement répandue dans presque tout le nord ouest de l'Eurasie où elle est particulièrement abondante en Russie et en Ukraine. On la rencontre jusqu'à 2 000 m d'altitude. C'est un animal terrestre que l'on rencontre dans des habitats variés. Cette siciste passe probablement l'été dans les prairies humides et l'hiver dans les forêts dont la végétation au sol est dense, notamment de bouleaux. Elle y hiberne au moins six mois par an, cachée dans un terrier où elle perd jusqu'à la moitié de son poids durant cette période.

## Statut de conservation
Bien que l'espèce ne soit pas rare dans le monde, l'extension des terres agricoles en Allemagne ou la déforestation en Roumanie sont des menaces pour les populations locales.
La Siciste des bouleaux est inscrite à l’appendice II de la Convention de Berne et à l'annexe IV des directives européennes sur l'habitat et les espèces. Elle est également protégée ou sur liste rouge dans des pays comme l'Allemagne, le Danemark, la Roumanie, la République tchèque, la Lituanie... On la retrouve dans de nombreuses zones protégées, mais les populations situées à l'ouest de son aire de répartition doivent être surveillées.

## Classification
Certains auteurs classent cette espèce de la sous-famille des Sicistinae dans la sous-famille des Zapodinae.